# Delphinium batalinii
Delphinium batalinii là một loài thực vật có hoa trong họ Mao lương. Loài này được Huth mô tả khoa học đầu tiên năm 1895.